# Карцев Василь Михайлович
Василь Михайлович Карцев (9 квітня 1920, Єгорьєвськ, Рязанська губернія — 11 квітня 1987, Рязань) — радянський футболіст.

## Біографія
Вихованець юнацької команди «Червоний прапор» (Єгорьєвськ) — 1934—1936. На початку ігрової кар'єри виступав за команди: «Червоний прапор» (Єгорьєвськ) — 1937—1938, «Локомотив» Москва — 1939—1940. За московське «Динамо» дебютував 20 травня 1945 року з «Спартаком» (1:1). Дебютант на 62-й хвилині забив гол, зрівнявши рахунок, а на 75-й був вилучений з поля за грубість.
Чемпіон СРСР 1945 і 1949 років; другий призер чемпіонатів СРСР 1946 1947 і 1948 років. Фіналіст Кубка СРСР 1945 року. Чемпіон Москви 1942 року. Володар Суперкубка Москви 1942 року. Володар Кубка всесоюзного товариства «Динамо» 1948 року. Учасник і один з героїв знаменитої поїздки московського «Динамо» по Великій Британії в листопаді 1945 року. У списку «33-х кращих футболістів країни» 1 раз — № 2 (1948).
Один з грізних і яскравих форвардів перших повоєнних років. Тендітної статури, хворобливий (з юних років був схильний до туберкульозу), не відрізнявся витривалістю і працездатністю. Але за рахунок миттєвого стартового ривка, різкою вибуховий швидкості, тонкого розуміння гри і сильного хлёсткого удару майже без замаху став одним з найрезультативніших нападників другої половини 40-х років.
У 1952 році закінчив школу тренерів при Державному інституті фізичної культури. У 1955—1958 роках працював старшим тренером динамівських команд Ярославля, Ростова-на-Дону і Свердловська. Працював старшим тренером команди «Спартак» (Рязань) — 1959—1960 (до червня), 1961 (до червня). З серпня 1962 року працював радіомонтажником на Рязанському радіозаводі .
Помер 10 квітня 1987 року в Рязані. Похований на 33-ій дільниці Новогражданського кладовища в Рязані.

## Досягнення
- Заслужений майстер спорту СРСР (1948).
- Чемпіон СРСР 1945, 1949.
- Фіналіст Кубка СРСР: 1945.
- Учасник турне московського «Динамо» по Великій Британії в листопаді 1945 року.